# مطار دبلن الدولي
مطار دبلن الدولي (بالأيرلندية: Aerfort Bhaile Átha Cliath) (إياتا: DUB، إيكاو: EIDW). يقع في كولينزتاون، في جزء فينغال من مقاطعة دبلن، عبر 20.5 مليون مسافر المطار في عام 2009، مما يجعله أكثر المطارات ازدحاما في جمهورية أيرلندا، تليه مطار شانون ومطار كورك. ومن أكثر المطارات ازدحاما في جزيرة أيرلندا يليه مطار بلفاست الدولي، وكورك وشانون. يقع المطار على بعد 10.0 كيلومتر (6,2 ميل) شمال مدينة دبلن في منطقة ريفية. وهو مقر خطوط إير لينجوس الناقل الوطني لايرلندا، وطيران رايان إير.

## شركات الطيران والوجهات

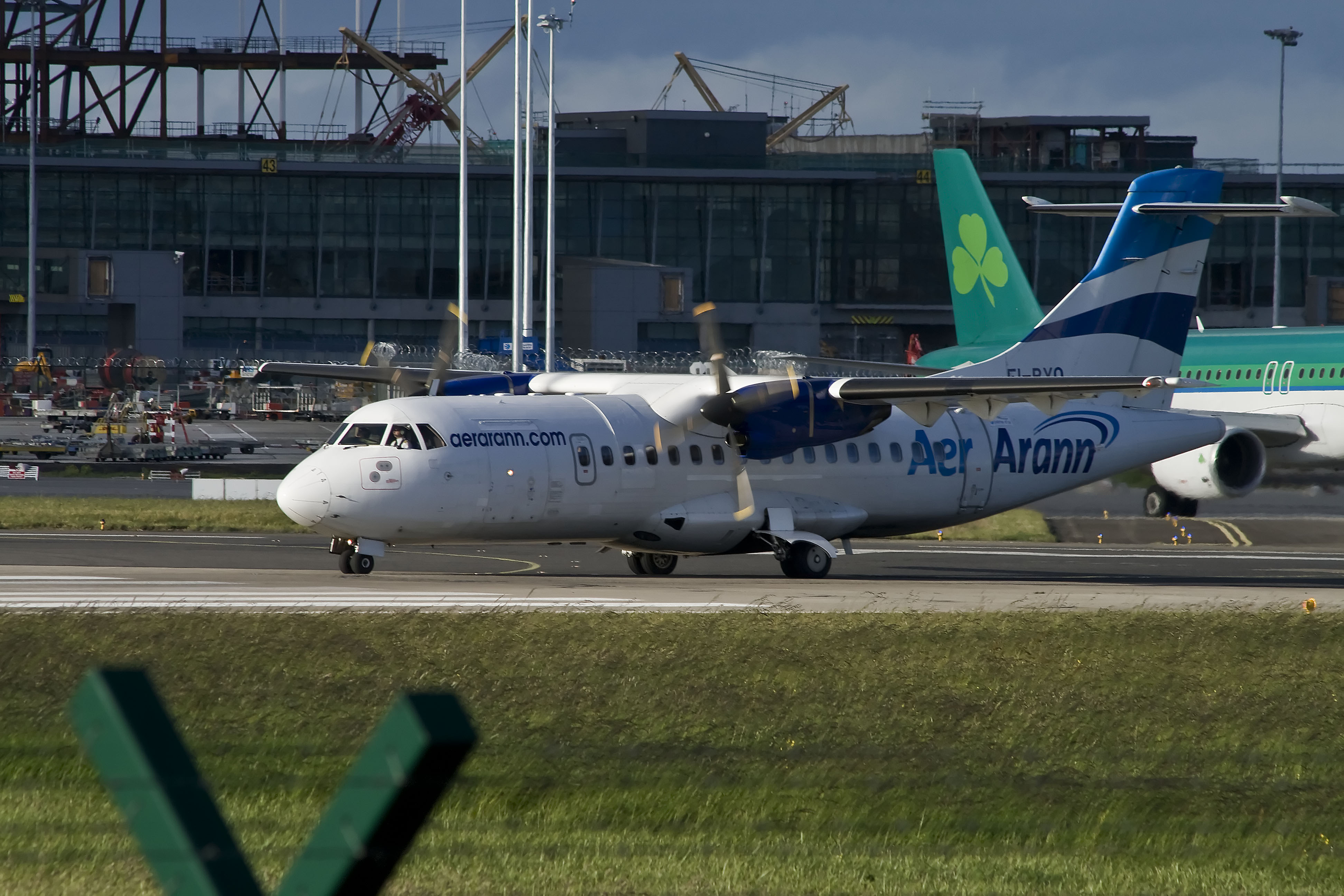
الطيران الإقليمي في إيرلندا: إقلاع طائرة Aer Arann من مطار دبلن، 2008

### الركاب
تقدم شركات الطيران التالية رحلات منتظمة وموسمية وعارضة في مطار دبلن:
| شركـات طيـران                   | الوجهات |
| ------------------------------- | --- |
| طيران إيجيان                    | مطار أثينا الدولي |
| أير لينغس                       | مطار أبردين، مطار سخيبول أمستردام، مطار برشلونة الدولي، مطار برلين براندنبرغ، مطار بلباو، مطار برمينغهام، مطار بوردو ميرينياك، مطار لوجان الدولي، مطار بريستول، مطار بروكسل الدولي، مطار بودابست فرانز ليست الدولي، مطار أوهير الدولي، Cleveland، Donegal، مطار دوسلدورف الدولي، مطار إدنبرة، مطار إكستر، مطار فارو، مطار فرانكفورت، مطار جنيف الدولي، مطار غلاسكو الدولي، مطار كناريا الكبرى، مطار هامبورغ، جزيرة مان، Lanzarote، Leeds/Bradford، مطار لشبونة، مطار ليفربول، مطار غاتويك، مطار لندن هيثرو، مطار لوس أنجلوس الدولي، مطار ليون سانت إكسوبيري، مطار مدريد باراخاس الدولي، مطار مالقة الدولي، مطار مانشستر، مطار ليناتي، مطار ميونخ الدولي، مطار نيوآرك ليبرتي الدولي، مطار نيوكاسل، Newquay، مطار جون إف كينيدي الدولي، مطار أورلاندو الدولي، مطار باريس شارل ديغول، مطار فيلادلفيا الدولي، مطار فاكلاف هافيل الدولي، مطار ليوناردو دا فينشي، مطار سان فرانسيسكو الدولي، مطار سياتل تاكوما الدولي، Southampton، مطار تينيريفي الجنوبي، مطار تورونتو بيرسون الدولي، Verona، مطار فيينا الدولي، مطار واشنطن دولس الدولي، مطار زيورخ الدولي موسمي: مطار أليكانتي، مطار أثينا الدولي، مطار بريست، Brindisi، Burgas، Corfu، مطار دوبروفنيك، Fuerteventura، Hartford، مطار عدنان مندريس، جيرزي، Kos، مطار مارسيليا، مطار ميامي الدولي، مطار مالبينسا، مطار نانت، مطار نابولي، مطار نيس كوت دازور، Olbia، مطار ميورقة، مطار بيربينيا، مطار بيزا الدولي، Santiago de Compostela ‏، مطار سانتوريني (ثيرا) الوطني، مطار سبليت، مطار تولوز بلانياك، مطار البندقية ماركو بولو، مطار وارسو فريدريك شوبان موسمي عارض: مطار كيتيلا، Rovaniemi، مطار سالزبورغ |
| طيران البلطيق                   | مطار ريغا الدولي |
| طيران كندا                      | مطار تورونتو بيرسون الدولي موسمي: مطار مونتريال الدولي، مطار فانكوفر الدولي |
| الخطوط الجوية الفرنسية          | مطار باريس شارل ديغول |
| طيران ترانسات                   | موسمي: مطار تورونتو بيرسون الدولي |
| الخطوط الجوية الأمريكية         | مطار دالاس فورت ورث الدولي، مطار فيلادلفيا الدولي موسمي: مطار شارلوت دوغلاس الدولي، مطار أوهير الدولي |
| Aurigny                         | موسمي: غيرنزي ‏ |
| Blue Islands                    | موسمي: جيرزي |
| الخطوط الجوية البريطانية        | مطار لندن سيتي، مطار لندن هيثرو موسمي: Southampton |
| الخطوط الجوية الكرواتية         | موسمي: مطار سبليت، مطار زغرب |
| خطوط دلتا الجوية                | مطار لوجان الدولي، مطار جون إف كينيدي الدولي موسمي: مطار هارتسفيلد جاكسون |
| مصر للطيران                     | مطار القاهرة الدولي |
| إل عال                          | مطار بن غوريون الدولي |
| طيران الإمارات                  | مطار دبي الدولي |
| الاتحاد للطيران                 | مطار أبو ظبي الدولي |
| يورو وينجز                      | مطار دوسلدورف الدولي |
| فين إير                         | مطار هلسنكي فانتا |
| FlyOne                          | مطار كيشيناو الدولي |
| خطوط هاينان الجوية              | موسمي: مطار بكين العاصمة الدولي (resumes 27 June 2023) |
| HiSky                           | مطار هنري كواندا الدولي، مطار كيشيناو الدولي، مطار كلوج نابوكا الدولي، مطار ياش الدولي |
| Iberia Express                  | مطار مدريد باراخاس الدولي |
| طيران آيسلندا                   | مطار كيفلافيك الدولي |
| الخطوط الجوية الملكية الهولندية | مطار سخيبول أمستردام |
| لوغاناير                        | مطار أبردين موسمي: مطار إنفرنيس |
| لوفتهانزا                       | مطار فرانكفورت، مطار ميونخ الدولي |
| لوكس إير                        | مطار لوكسمبورغ |
| آير شاتل النرويجية              | Oslo موسمي: مطار كوبنهاغن |
| بلاي (شركة طيران)               | مطار كيفلافيك الدولي |
| الخطوط الجوية القطرية           | مطار حمد الدولي |
| رايان إير                       | مطار أكادير المسيرة الدولي، مطار أليكانتي، مطار سخيبول أمستردام، Asturias، مطار أثينا الدولي، مطار برشلونة الدولي، مطار بازل ميلوز فريبورغ الأوروبي، مطار بوفيه - تيه، مطار أوريو أل سيريو، مطار برلين براندنبرغ، Billund، مطار برمينغهام، مطار ميلاس بودروم، مطار بولونيا، مطار بوردو ميرينياك، Bournemouth، مطار براتيسلافا الدولي، Brindisi، مطار بريستول، مطار بروكسل الدولي، مطار هنري كواندا الدولي، مطار بودابست فرانز ليست الدولي، Burgas، Bydgoszcz، مطار كاركاسون، مطار كارديف الدولي، Castellón، مطار بروكسل شارلروا الجنوب، مطار كلوج نابوكا الدولي، مطار كولونيا بون الدولي، مطار كوبنهاغن، East Midlands ‏، مطار إدنبرة، مطار آيندهوفن، مطار فارو، Fuerteventura، مطار كريستيانو رونالدو، مطار غدانسك ليخ فاونسا، مطار جنوة كريستوفورو كولومبو، مطار غلاسكو الدولي، مطار كناريا الكبرى، مطار فرانكفورت هان، مطار هامبورغ، مطار ياش الدولي، مطار كاتوفيتشي، مطار كاوناس، Kerry، Kos، Košice، مطار كراكوف، Lanzarote، Leeds/Bradford، مطار لايبزيغ هاله، مطار لشبونة، مطار ليفربول، Łódź، مطار غاتويك، مطار لندن لوتن، مطار لندن ستانستد، Lourdes، Lublin، مطار لوكسمبورغ، مطار مدريد باراخاس الدولي، مطار مالقة الدولي، مطار مالطا الدولي، مطار مانشستر، مطار مراكش المنارة الدولي، مطار مارسيليا، مطار ميمينجين، مطار مالبينسا، مطار نانت، مطار نابولي، مطار نيوكاسل، Newquay، مطار نيس كوت دازور، مطار نورمبرغ، Palanga، مطار باليرمو الدولي، Paphos، مطار بيزا الدولي، مطار بورتو الدولي، Poznań، مطار فاكلاف هافيل الدولي، مطار ريغا الدولي، مطار ليوناردو دا فينشي، Rzeszów، مطار سانتاندير، Santiago de Compostela ‏، مطار إشبيلية، مطار صوفيا، مطار ستوكهولم أرلاندا، Szczecin، مطار تينيريفي الجنوبي، مطار تولوز بلانياك، مطار تورينو، مطار بلنسية، مطار البندقية ماركو بولو، Verona، مطار فيينا الدولي، مطار فيلنيوس، مطار وارسو مودلين، مطار فروتسواف، مطار زغرب موسمي: Alghero، Almería، مطار باري كارل فويتيالا ‏، مطار بيارتس بلاد البشكنش ‏، Cagliari، مطار خانية الدولي ‏، Corfu، مطار دالامان، مطار دوبروفنيك، مطار جرندة كوستا برافا، Gothenburg، Grenoble، مطار إيبيزا، مطار كلاغنفورت، La Rochelle ‏، Menorca، مطار مرسية الدولي، مطار نيم، مطار ميورقة، Plovdiv، Reus، Rhodes، روديز - مطار أفيرون، Rovaniemi، مطار سالزبورغ، مطار سانتوريني (ثيرا) الوطني، مطار سبليت، Thessaloniki، Trieste، مطار تورس، مطار زادار، مطار زاكينثوس الدولي ‏ |
| الخطوط الجوية الإسكندنافية      | مطار كوبنهاغن، Oslo، مطار ستوكهولم أرلاندا |
| الخطوط الجوية الدولية السويسرية | مطار جنيف الدولي، مطار زيورخ الدولي |
| صن إكسبريس                      | مطار أنطاليا، مطار عدنان مندريس |
| تاب برتغال                      | مطار لشبونة |
| ترانسافيا                       | مطار باريس أورلي |
| توي للطيران                     | مطار كناريا الكبرى، Lanzarote، مطار تينيريفي الجنوبي موسمي: Burgas، Cancún، Corfu، مطار دالامان، مطار جنيف الدولي، Heraklion، مطار إيبيزا، مطار اينسبوروك، Kos، مطار مالقة الدولي، مطار ميورقة، Reus، Rhodes، مطار تورينو، Verona، مطار زاكينثوس الدولي ‏ |
| الخطوط الجوية التركية           | مطار إسطنبول الدولي |
| الخطوط الجوية المتحدة           | مطار نيوآرك ليبرتي الدولي، مطار واشنطن دولس الدولي موسمي: مطار أوهير الدولي |
| خطوط فيولينغ الجوية             | مطار برشلونة الدولي، مطار باريس أورلي |
| ويست جت إيرلاينز ‏               | موسمي: مطار كالغاري الدولي |
| Widerøe                         | Bergen |

### الشحن
تشغل شركات الطيران التالية خدمات شحن منتظمة إلى مطار دبلن:
| شركـات طيـران          | الوجهات                                                      |
| ---------------------- | ------------------------------------------------------------ |
| الخطوط الجوية الفرنسية | مطار أوهير الدولي، مطار باريس شارل ديغول                     |
| Airest                 | مطار كارلسروه/بادن-بادن                                      |
| خطوط تي أن تي الجوية   | مطار لييج                                                    |
| Bluebird Nordic        | مطار كيفلافيك الدولي                                         |
| دي إتش إل للطيران      | مطار بروكسل الدولي، East Midlands ‏، مطار لايبزيغ هاله        |
| فيديكس إكسبرس          | مطار لندن ستانستد، مطار باريس شارل ديغول                     |
| لوفتهانزا للشحن        | مطار برمينغهام، مطار فرانكفورت                               |
| خطوط يو بي إس الجوية   | مطار كولونيا بون الدولي، East Midlands ‏، Lousiville، Shannon |
| Zimex Aviation         | مطار برمينغهام، مطار ماستريخت آخن                            |

## الإحصائيات
| السنة | الركاب     | % التغير |
| --- | ---------- | -------- |
| 1998 | 11,641,100 | –        |
| 1999 | 12,802,031 | ▲09.9    |
| 2000 | 13,843,528 | ▲08.1    |
| 2001 | 14,333,555 | ▲03.5    |
| 2002 | 15,084,667 | ▲05.2    |
| 2003 | 15,856,084 | ▲05.1    |
| 2004 | 17,138,373 | ▲08.1    |
| 2005 | 18,450,439 | ▲07.7    |
| 2006 | 21,196,382 | ▲014.9   |
| 2007 | 23,287,438 | ▲09.9    |
| 2008 | 23,466,711 | ▲00.8    |
| 2009 | 20,503,677 | ▼012.6   |
| 2010 | 18,431,064 | ▼010.1   |
| 2011 | 18,740,593 | ▲01.7    |
| 2012 | 19,099,649 | ▲01.9    |
| 2013 | 20,166,783 | ▲05.6    |
| 2014 | 21,711,967 | ▲07.7    |
| 2015 | 25,049,319 | ▲015.4   |
| 2016 | 27,907,384 | ▲011.4   |
| 2017 | 29,582,308 | ▲06.0    |
| 2018 | 31,495,604 | ▲06.5    |
| 2019 | 32,907,673 | ▲04.0    |
| 2020 | 7,267,240  | ▼077.8   |
| 2021 | 8,266,271  | ▲013.7   |
| 2022 | 27,787,556 | ▲0236.2  |
| المصدر: 1998–2001 – Aer Rianta 2002–2006 – DAA 2007–2011 – DAA 2012–2016 – DAA 2017–2018 – DAA 2019 - RTE 2020 - CSO 2021-2022 - CSO |            |          |

## وصلات خارجية
- مطار دبلن الدولي